# Анґмар

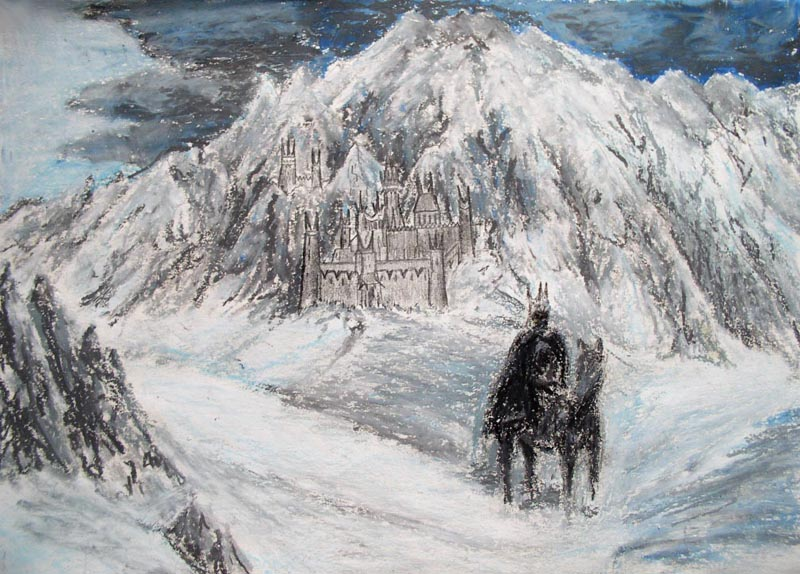
Карн-Дум

Анґмар (синд. Angmar, у деяких випадках також Ângmâr; у перекладі — «Залізна оселя») — у творах Дж. Р. Р. Толкіна королівство на півночі Середзем'я, головний ворог дунаданів Півночі.

## Заснування
Анґмар було засновано 1300 року Третьої Епохи на північних схилах Імлистих Гір Проводарем Назґулів, знаним відтоді як «Ангмарський Король-Чаклун». Протягом майже усього часу свого існування воював з Арнором, а після розпаду останнього — з Артедайном та Кардоланом. Однією з причин цьому могло стати те, що Король-Чаклун був слугою Темного Володаря Саурона, якому необхідно було максимально послабити Ґондор та унеможливити укладання союзу останнього з Північним Королівством. За іншою версією, початок війни з Арнором міг бути викликаний бажанням Саурона віднайти Єдиний Перстень, позаяк Ісілдур перед своєю загибеллю на Ірисових полях якраз повертався до Арнору, де збирався зробити перстень родовою реліквією свого королівства.

## Столиця
Столицею Анґмару був Карн-Дум, де жили лихі люди з народу горян. Він розташовувався поблизу західних схилів гори Гундабад. Точна дата заснування Карн-Думу не вказується.

## Населення
У додатках «Володаря Перстенів» та Історії Середзем'я згадується, що серед мешканців Анґмару були орки, лихі горяни, тролі та вовки, певна кількість чорних нуменорців, а також привиди.

## Війни з Арнором
Невдовзі після заснування, Анґмар розпочав війну проти Артедайну, Кардолану та Рудауру. Рудаур, найслабше з дунаданських королівств Півночі, Королеві-Чаклуну вдалося підкорити, посадивши на його трон одного з місцевих ватажків горян, племені дикунів, яке, можливо, було споріднено з родом Улфанга. Відтоді це королівство зробилося союзником Короля-Чаклуна, і 1356 року його війська вторглися до Артедайну. Відбиваючи їхню атаку, загинув король Аргелеб І. Утім, тоді за допомогою союзників-кардоланців та у спілці з Ліндоном наступному королеві Арвелегу вдалося вибити ворогів з Грозогір, і після того протягом 53 наступних років утримувати кордон по лінії Грозової, Великої дороги та річки Мітейтель.
1409 року Анґмар заатакував Кардолан та знищив його. Приблизно у той самий час припинив своє існування і Рудаур, залишивши Артедайн єдиним правонаступником колись єдиного Арнора. Останнє, практично позбавлене союзників, протрималося ще близько 500 років та впало 1974 року, коли Король-Чаклун великими силами атакував Артедайн та взяв Форност, і так прийшов кінець третьому з королівств дунаданів Півночі.
Наступного року ґондорський принц Еарнур з військом прийшов на допомогу Артедайну, та було вже запізно. Його армія у спілці з залишками дунаданів півночі, Ельфами з Ліндону та Рівендолу на чолі з Глорфінделем, а також загоном гобітівських лучників у Битві за Форност здолали сили Анґмару, однак тоді знищити Короля-Чаклуна так і не вдалося. Він зник з поля бою та утік до Мордору, а його королівство у Анґмарі припинило своє існування. Саме після цієї битви Глорфіндель виголосив своє знамените пророцтво про те, що «загине він (Король-Чаклун) не скоро, і вб'є його не чоловік».
Це пророцтво здійснилося, хоча й у дещо неочікуваний спосіб, наприкінці Третьої Епохи, коли у Битві на Пеленнорських полях Проводаря Назґулів здолали Еовіна з Рогану та гобіт Меріадок Брендібак.
Таким чином, Король-Чаклун здійснив бажання свого господаря, знищивши силу дунаданів Півночі, яка змогла відродитися лише у часи правління Короля Елесара у Четверту Епоху. Однак усі війська Анґмару на захід від Імлистих Гір були повністю розбиті та знищені, а через деякий час тих, що встигли перейти на східний бік гір, вислідили вершники Еотеоду.
Після цього Анґмар, як і арнорські королівства, припинив своє існування і більше не згадувався у хроніках. Однак, як згадується у «Володарі Перстенів», його тінь усе ще лежала на землях Еріадору. У колишніх землях на узграниччі Анґмару та Арнору продовжували існувати орки та гірські тролі, з якими билися Слідопити Півночі. Зокрема, на Еттенському нагір'ї 2930 року у сутичці з гірськими тролями загинув ватажок слідопитів Арадор, Араґорнів дід, а його син Араторн ІІ впав у битві з орками 2933 року.
Вважається, що лихі привиди, які населяли наприкінці Третьох Епохи Великі Кургани (Тирн-Гортад), прийшли з Анґмару та Рудауру.

## У «Братстві Перстеня»
Під час своєї подорожі до Рівендолу Фродо, Меррі, Сем та Піпін потрапили у пастку на Великих Курганах. Після того, як їх урятував Том Бомбадил, Меррі пригадав, ніби він та його товариші билися проти людей з Карн-Думу та були розбиті. Однак з'ясувалося, що це було тільки марево.

## У комп'ютерних іграх
У комп'ютерній грі «The Lord of the Rings Online: Shadows of Angmar» Анґмар показано як гірську безплідну пустку, населену горянами, звідки велика армія Короля-Чаклуна починає завойовувати Еріадор. На північному краю Анґмара розташовані руїни Карн-Думу, який по ходу дії частково відновлюють та розміщують там під наглядом намісника Мордіріта частини чаклунських військ. Гравець може побувати в Анґмарі та окремих його укріпленнях для того, аби виконувати різноманітні завдання та битися з тамтешніми істотами.
З Анґмаром пов'язана також сюжетна лінія доповнення до іншої гри «The Battle for Middle-earth II» під назвою «The Rise of the Witch-king». У ній розповідається історія Королівства Анґмар та падіння Арнору. У цій грі Анґмар є однією з семи сторін, яку може обрати гравець. У такому разі він проходить весь шлях від початку появи Короля-Чаклуна на землях Півночі, до його найвищого посилення та знищення Арнора.